# Teyolía
El teyolía era, dentro de la cosmovisión de los antiguos mexicas, la entidad anímica del ser humano que residía físicamente en el corazón. Junto con el tonalli y el ihíyotl era una de las tres fuerzas que daban vida y salud al hombre. Era la parte del ser humano que, al morir este, trascendía a la vida ultraterrena con un destino diferente dependiendo de la forma de muerte, por esta razón, en tiempos coloniales fue traducido e identificado con los términos «ánima» y «alma» del castellano tanto por los cronistas españoles como por los indígenas posteriores.

## Etimología
La palabra nahuatl teyolía se conforma del prefijo  «te-» y el sustantivo «yolía». La partícula «te-» es un prefijo pronominal indefinido que indica posesión, que cuando se antepone a un sustantivo puede traducirse como «de alguien, de otro, de la gente, de algunos». El sustantivo «yolía», que contiene la raíz «yol» («vida/alma»), por lo que el término podría ser traducido como «la vida/alma de la gente». Se encuentra relacionado etimológicamente con la palabra «yollotl», utilizada para describir al corazón.

## Descripción
El teyolía era, conforme al pensamiento azteca, una entidad anímica que otorgaba vida a los seres humanos, la cual tenía su sede en el corazón y, por tanto, dentro del pecho de las personas. Relacionada con la parte media del cosmos. Además de la vitalidad, se le atribuía ser la fuente del conocimiento, tendencia, afecciones, apetencias, memoria y voluntad.
Al morir, los aztecas creían que el teyolía era la parte del ser humano que permanecía inmortal. El teyolía permanece unos días sobre la superficie de la tierra para luego ser llevada a alguno de los diferentes destinos del más allá en el que creían los aztecas, dependiendo de la forma de muerte de la persona. El teyolía de los guerreros muertos en batalla, por ejemplo, era llevado al sol (nepantla tonatiuh) donde se convertían en aves preciosas.
Tras la conquista española, el término teyolía se asimiló al concepto cristiano del alma o ánima, al punto que se usaban como traducción uno del otro. Así, Alonso de Molina, en 1571 en su Vocabulario de la lengua castellana y mexicana traduce: «Teyolia. el alma, o ánima.».
Entre los indígenas modernos el término se usa en formas deformadas como «yolía», «yolo», «teyolotl», «yo:l», «yuhlu», «yo:ll(o)»; o bien, mediante los términos en español «alma», «ánima» o «espíritu».